# Mops niveiventer
Mops niveiventer es una especie de murciélago de la familia Molossidae.

## Distribución geográfica
Se encuentra en Ruanda, República Democrática del Congo Angola Zambia y Mozambique.